# Fanny Kemble

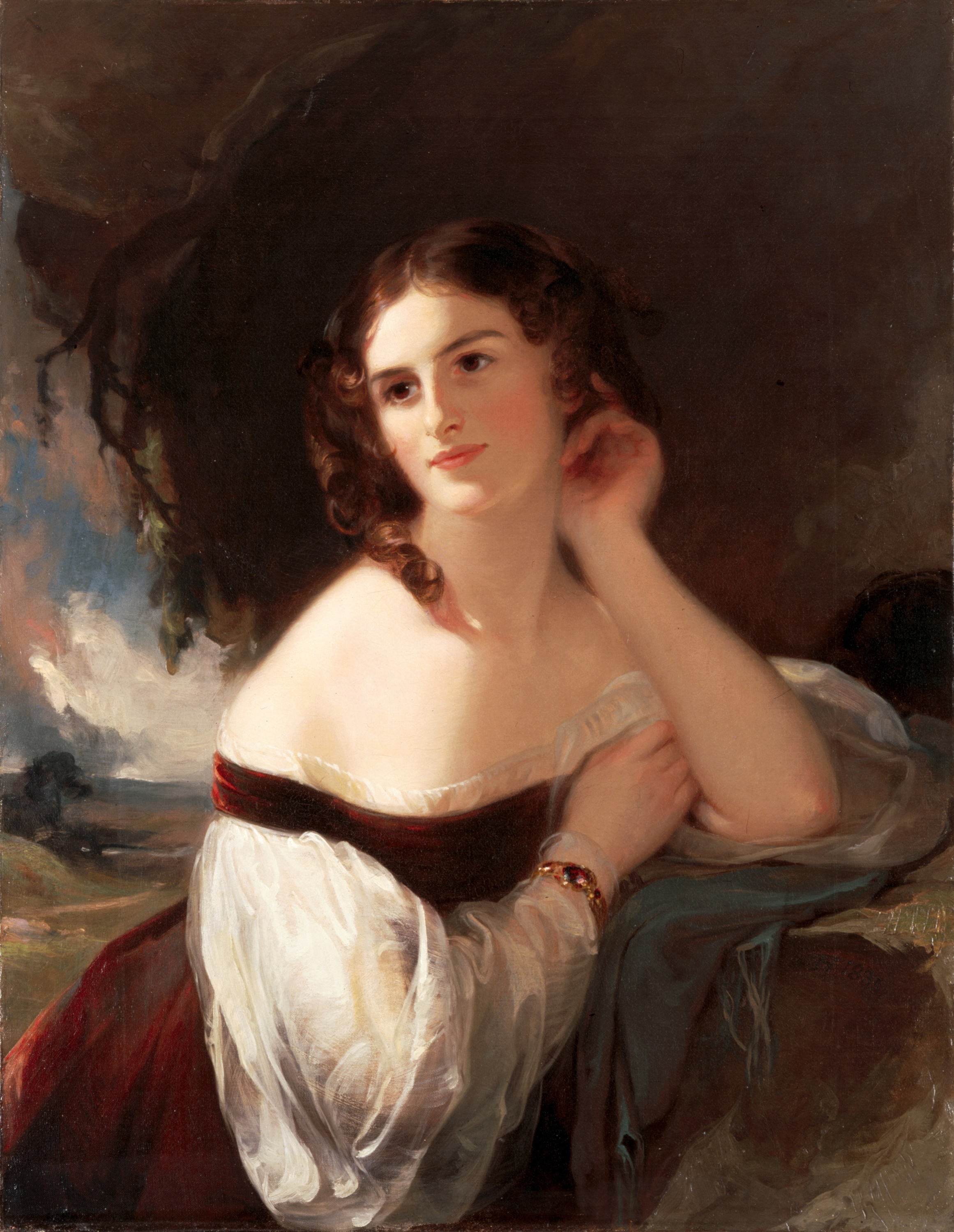
Fanny Kemble porträtterad av Thomas Sully, 1834.

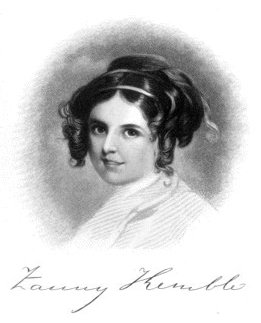
Fanny Kemble som ung flicka.

Frances Anne "Fanny" Kemble, född 27 november 1809 i London, död 15 januari 1893 i London, var en engelsk skådespelare och författare. Hon var även engagerad i abolitionismen. Efter sitt giftermål med en amerikansk plantageägare 1834 blev hon även känd under namnet Butler. 

## Biografi
Fanny Kemble var tillhörde en av Englands mest välkända teaterfamiljer. Hon var dotter till skådespelarna Charles Kemble och Marie Therese Kemble, niece till Sarah Siddons och John Philip Kemble, och syster till John Mitchell Kemble och Adelaide Kemble.
Hon fick en bildning i musik och konst på en flickpension i Frankrike. Hon gjorde sin debut som skådespelare i rollen som Julia i Romeo och Julia på Covent Garden Theatre i London 1829. Hon gjorde succé och vann stor framgång som tragisk skådespelerska. År 1832 gjorde hon en bejublad turné i USA tillsammans med sin far.  
Hon gifte sig 1834 med den amerikanska plantageägaren Pierce Mease Butler (1810–1867), med vilken hon fick två döttrar. Hennes make ärvde en slavplantage i Darien, Georgia. Han besökte sin plantage, men familjen bodde i Philadelphia. Vintern 1838-39 bad hon framgångsrikt om att få följa med honom på hans besök där. Under besöket gjorde hon flera observationer, som hon sedan skulle komma att skildra som författare. Hon blev upprörd över slavarnas livsförhållanden och bland annat över att uppsyningsmannen hade flera barn med slavarna. Hennes make förbjöd henne att publicera sina observationer. Samtidigt försämrades äktenskapet på grund av makens otrohet. Fanny Kemble lämnade maken och återvände till England 1845. Hennes make ansökte 1847 om skilsmässa med hänvisning till att hon hade övergivit honom. Skilsmässan gick igenom 1849, varpå Fanny återtog namnet Kemble och, enligt tidens lag, förlorade vårdnaden om sina barn. 
Fanny Kemble återupptog sin karriär efter sin separation. Initialt återvände hon till scenen som skådespelare, men hon följde ganska snart sin far exempel och började högläsa ur Shakespeare på scen. Hon återvände till USA där hon gjorde flera framgångsrika turnéer och kunde köpa sitt eget hus i Lenox, Massachusetts. Hon kunde slutligen återförenas med sina döttrar när de uppnådde myndig ålder. 1877 återvände hon till England med sin ena dotter, Frances, som hade gift sig med en engelsman, och bosatte sig tillsammans med henne i London, där hon levde i resten av sitt liv. 
Kemble utgav bland annat Record of a girlhoood (1878), Records of later life (1882) och Further records (1891), intressanta skildringar av plantageslavarnas liv (1835 och 1863) samt dikter.